# Milénium křtu Polska

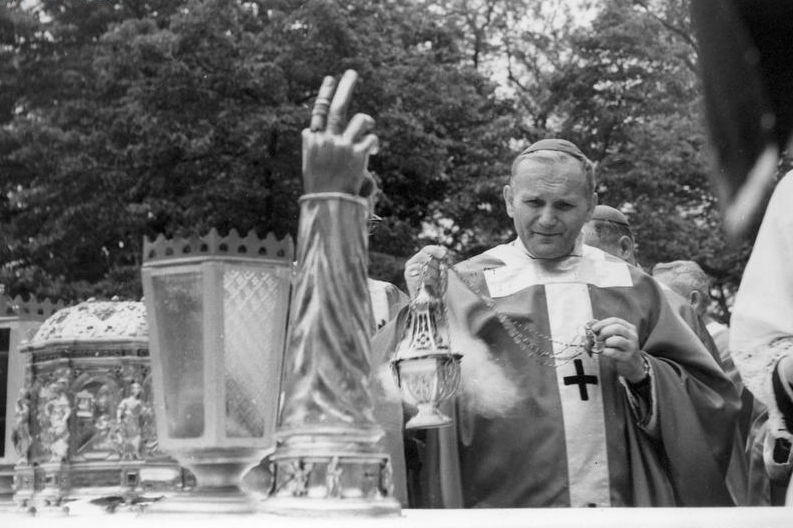
Metropolita a arcibiskup krakovský Karol Wojtyła okuřuje oltář s relikviemi během slavností mše svaté koncelebrované v Krakově (8. května 1966).

Milénium křtu Polska (polsky Milenium chrztu Polski) je označení církevních oslav a obřadů v roce 1966 spojených s 1000. výročím christianizace Polska. Slavnosti se konaly v Čenstochové na Jasné Hoře.

## Události
Miléniu předcházela Velká Novéna (Wielka Nowenna), která se slavila devět po sobě jdoucích let v letech 1957-1966. Iniciátorem oslav milénia Svěcení Polska byl kardinál Stefan Wyszyński. Při nich byl symbolicky obnoven akt svěření polského národa Matce Boží a jeho svěření pod ochranu na příštích 1000 let.
Hlavní oslavy se pak konaly 3. května na Jasné Hoře. Tehdejší komunistická vláda nepovolila příjezd papeže Pavla VI. do Polska.
Velké jubileum mělo částečně posloužit jako propaganda. Církev plánovala oslavy milénia křtu Polska, zatímco lidová vláda Tisícletí polského státu. Obě strany se tak mj. snažily získat větší podíl osob na svou stranu.